# Calliptamus turanicus
Calliptamus turanicus är en insektsart som beskrevs av Yu S. Tarbinsky 1930. Calliptamus turanicus ingår i släktet Calliptamus och familjen gräshoppor. Inga underarter finns listade i Catalogue of Life.